# Космос 154
Космос 154 (Союз 7К-Л1 № 3Л) – вторият старт на прототипа на лунния космически кораб „Союз 7К-Л1П“.

## Корабът
Конструкцията на апарата е опростена, тъй като основната цел на мисията е идентична с тази на Космос 146 – изпробване на Блок Д – четвъртата степен на ракетата-носител УР-500 (Протон). След резултатите от първия старт са направени промени в схемите на автоматиката. Продължава се с изпитанията на бордните системи и уточняване програмата за извеждане на космическия апарат.

## Полетът
Корабът е изведен на разчетната околоземна орбита. От нея след около едно денонощие е трябвало да се направи второ включване на двигателя на Блок Д за ускоряването му в посока към Луната. Именно второто включване не е осъществено и грешката не е в системите за управление или в техниката, а в персонала, който е трябвало да препрограмира бордната автоматика. Корабът остава в околоземна орбита и изгаря в плътните слоеве на атмосферата два дни по-късно.